# X Factor Malta 2020
Die zweite Staffel von X Factor Malta fand vom 6. Oktober 2019 bis zum 8. Februar 2020 statt und war die maltesische Vorentscheidung zum Eurovision Song Contest 2020 in Rotterdam (Niederlande).
Als Siegerin ging am Ende die Sängerin Destiny Chukunyere hervor, die bereits 2015 den Junior Eurovision Song Contest für Malta gewinnen konnte. Destinys Lied hingegen wird intern von PBS ausgewählt und zu einem späteren Zeitpunkt präsentiert.

## Format

### Konzept
Bereits im September 2019 bestätigte PBS, dass es eine zweite Staffel von X Factor Malta geben wird. Lange Zeit war es unklar, ob die Sendung weiterhin als Vorentscheidung zum Song Contest dienen werde. Schließlich bestätigte PBS erst am 11. Oktober 2019, dass die Staffel auch als Vorentscheidung für den ESC 2020 dienen werde. Allerdings wurde lediglich der Interpret über die Sendung ermittelt, den Beitrag wird PBS intern mit dem Sieger auswählen. Somit blieb das Konzept dasselbe, wie im Vorjahr.
Insgesamt war die Sendung in fünf Runden aufzuteilen. Zuerst fanden die Castings statt, wo sich vorher ausgewählte Teilnehmer der Jury stellten. Diese entschieden dann, ob der Teilnehmer die nächste Runde und damit das Bootcamp erreiche. In diesem wurden die Sänger in vier Kategorien aufgeteilt und erhielten einen Mentor, der einen der Juroren darstellte. Im Bootcamp mussten die Teilnehmer dann ihr Können in Gruppen unter Beweis stellen und bestimmte Lieder vortragen. Die Juroren entschieden dann wer die nächste Runde erreicht. Die verbliebenen Teilnehmer erreichten dann die Six Chair Challenge. Hier mussten die Teilnehmer um einen Platz auf sechs Stühlen pro Kategorie kämpfen. Für die je sechs Teilnehmer beziehungsweise Plätze, für die sich der Juror entschied, erreichten die nächste Runde. In Judges Houses wählten die Juroren dann ihre je drei Schützlinge aus, die es in die Live-Shows schaffen. Dort mussten die Teilnehmer dann durch Mottos ihr Können erneut unter Beweis stellen. In den fünf Live-Shows wählte dann allerdings das Publikum den Sieger der zweiten Staffel von X Factor Malta. Der Sieger erhielt neben der Teilnahme am ESC auch einen Vertrag mit Sony Music Italy.

### Jury
Im September 2019 bestätigte PBS, dass die Juroren dieselben sind, wie in der vergangenen Ausgabe. Die Juroren hatten die Aufgabe, die Sängerinnen und Sänger zu coachen und diesen als Mentor zur Seite zu stehen. Teil der Jury waren somit folgende Personen:
- Howard Keith Debono
- Ray Mercieca
- Alexandra Alden
- Ira Losco

### Moderation
Ben Camille, der bereits die erste Staffel moderierte, hat auch die zweite Staffel von X Factor Malta moderiert.

### Beitragswahl
Der maltesische Beitrag wird, wie im Vorjahr, wieder intern von PBS ausgewählt. In der Sendung selbst sangen die Interpreten Covers, stellten im Finale aber einen eigenen Beitrag vor.

## Vorrunden
Vom 6. Oktober 2019 bis zum 3. November 2019 wurden die Castingrunden ausgestrahlt. Die dort von der Jury ausgewählten Teilnehmer erreichten dann das Bootcamp, welches am 10. November 2019 und am 17. November 2019 ausgestrahlt wurde. Danach folgte die Six Chair Challenge für die Teilnehmer.

### Six Chair Challenge
Die Six Chair Challenge wurde vom 24. November 2019 bis 15. Dezember 2019 ausgestrahlt.
Insgesamt erreichten jeweils sechs Teilnehmer pro Kategorie einen Platz in der nächsten Runde. Diese 24 Teilnehmer waren folgende:
- Boys: Matt Blxck, Kyle Cutajar, Dav. Jr, Giovanni, Karl Schembri, Jurgen Volkov[5]
- Girls: Jasmine Abela, Gail Attard, Marija Bellia, Destiny Chukunyere, Karin Duff, Justine Shorfid[6]
- Overs: Ed Abdilla, Celine Agius, Paul Anthony, Chantal Catania, Kersten Graham, Jozi[7]
- Groups: Bloodline, Chord, F.A.I.T.H, Reign, Sweet Chaos, Yazmin and James[8]

### Judges Houses
Die verbliebenen 24 Teilnehmer mussten sich nun in der nächsten Runde ihren Mentoren beweisen. Dazu sangen sie jeweils ein Lied und mussten neben ihren Mentor auch deren Assistenten überzeugen. Pro Kategorie schafften es nur drei Teilnehmer und damit insgesamt 12 Teilnehmer in die danach folgenden Live-Shows.
| Kategorie | Juror               | Assistent          | Verbliebene Teilnehmer                             |
| --------- | ------------------- | ------------------ | -------------------------------------------------- |
| Boys      | Ray Mercieca        | Amelia Lily        | Kyle Cutajar, Dav. Jr, Karl Schembri               |
| Girls     | Ira Losco           | Louisa Johnson     | Jasmine Abela, Destiny Chukunyere, Justine Shorfid |
| Overs     | Alexandra Alden     | The New Victorians | Ed Abdilla, Celine Agius, Paul Anthony             |
| Groups    | Howard Keith Debono | Lil' Eddie         | Bloodline, F.A.I.T.H, Yazmin & James               |

## Live-Shows
Die Live-Shows finden vom 12. Januar 2020 bis zum 8. Februar 2020 im MFCC - Malta Fairs & Conventions Centre in Attard statt.

### Erste Show
Die erste Live-Show fand am 12. Januar 2020 unter dem Motto Born This Way (dt.: So geboren) statt. Der Teilnehmer mit den wenigsten Zuschauerstimmen schied direkt aus, während der vorletzte und drittletzte Platz in der Zuschauerabstimmung in ein Sing-Off mussten. Dort entschied dann die Jury, wer von ihnen aus der Show ausscheidet.
| Startnr.                                                                                    | Interpret          | Lied                                                                                     | Ergebnis      |
| ------------------------------------------------------------------------------------------- | ------------------ | ---------------------------------------------------------------------------------------- | ------------- |
| 01                                                                                          | Jasmine Abela      | Crazy in Love (Originalinterpret: Beyoncé feat. Jay-Z)                                   | Qualifiziert  |
| 02                                                                                          | Kyle Cutajar       | Writing’s on the Wall (Originalinterpret: Sam Smith)                                     | Qualifiziert  |
| 03                                                                                          | Yazmin & James     | Señorita (Originalinterpret: Shawn Mendes & Camila Cabello)                              | Qualifiziert  |
| 04                                                                                          | Celine Agius       | It’s a Man’s Man’s Man’s World (Originalinterpret: James Brown)                          | Letzten Drei  |
| 05                                                                                          | Justine Shorfid    | Always Remember Us This Way (Originalinterpret: Lady Gaga)                               | Qualifiziert  |
| 06                                                                                          | Ed Abdilla         | Devil's Robe (eigenes Lied)                                                              | Ausgeschieden |
| 07                                                                                          | F.A.I.T.H          | That's My Girl (Originalinterpret: Fifth Harmony)                                        | Qualifiziert  |
| 08                                                                                          | Karl Schembri      | Smalltown Boy (Originalinterpret: Bronski Beat)                                          | Qualifiziert  |
| 09                                                                                          | Dav. Jr            | Life is Good (eigenes Lied)                                                              | Qualifiziert  |
| 10                                                                                          | Paul Anthony       | Feel (Originalinterpret: Robbie Williams)                                                | Letzten drei  |
| 11                                                                                          | Bloodline          | My Favorite Things/Lovely (Originalinterpret: The Sound of Music/Billie Eilish & Khalid) | Qualifiziert  |
| 12                                                                                          | Destiny Chukunyere | Higher Love (Originalinterpret: Kygo & Whitney Houston)                                  | Qualifiziert  |
| Sing-Off                                                                                    |                    |                                                                                          |               |
| 01                                                                                          | Celine Agius       | Valerie (Originalinterpret: Mark Ronson & Amy Winehouse)                                 | Qualifiziert  |
| 02                                                                                          | Paul Anthony       | Fuck You! (Originalinterpret: CeeLo Green)                                               | Ausgeschieden |
| Juryentscheidung                                                                            |                    |                                                                                          |               |
| - Mercieca: Paul Anthony - Alden: Paul Anthony - Losco: Paul Anthony - Debono: Paul Anthony |                    |                                                                                          |               |

### Zweite Show
Die zweite Live-Show fand am 19. Januar 2020 unter dem Motto Guilty Pleasures (dt.: Schuldiges Vergnügen) statt. Der Teilnehmer mit den wenigsten Zuschauerstimmen schied direkt aus, während der vorletzte und drittletzte Platz in der Zuschauerabstimmung in ein Sing-Off mussten. Dort entschied dann die Jury, wer von ihnen aus der Show ausscheidet.
| Startnr.                                                                              | Interpret          | Lied                                                                                | Ergebnis      |
| ------------------------------------------------------------------------------------- | ------------------ | ----------------------------------------------------------------------------------- | ------------- |
| 01                                                                                    | F.A.I.T.H          | Wannabe (Originalinterpret: Spice Girls)                                            | Qualifiziert  |
| 02                                                                                    | Celine Agius       | Sweet Dreams (Are Made of This) (Originalinterpret: Eurythmics)                     | Qualifiziert  |
| 03                                                                                    | Jasmine Abela      | Material Girl (Originalinterpret: Madonna)                                          | Ausgeschieden |
| 04                                                                                    | Dav. Jr            | Umbrella (Originalinterpret: Rihanna feat. Jay-Z)                                   | Letzten Drei  |
| 05                                                                                    | Justine Shorfid    | Dance Monkey (Originalinterpret: Tones and I)                                       | Qualifiziert  |
| 06                                                                                    | Bloodline          | Forever Young (Originalinterpret: Alphaville)                                       | Qualifiziert  |
| 07                                                                                    | Yazmin & James     | (I’ve Had) The Time of My Life (Originalinterpret: Bill Medley und Jennifer Warnes) | Letzten Drei  |
| 08                                                                                    | Kyle Cutajar       | Never Gonna Give You Up (Originalinterpret: Rick Astley)                            | Qualifiziert  |
| 09                                                                                    | Destiny Chukunyere | I Will Survive (Originalinterpret: Gloria Gaynor)                                   | Qualifiziert  |
| 10                                                                                    | Karl Schembri      | I'll Fly With You (Originalinterpret: Gigi D’Agostino)                              | Qualifiziert  |
| Sing-Off                                                                              |                    |                                                                                     |               |
| 01                                                                                    | Yazmin & James     | Homesick (Originalinterpret: Dua Lipa)                                              | Qualifiziert  |
| 02                                                                                    | Dav. Jr            | Your Song (Originalinterpret: Elton John)                                           | Ausgeschieden |
| Juryentscheidung                                                                      |                    |                                                                                     |               |
| - Mercieca: Yazmin & James - Alden: Yazmin & James - Losco: Dav. Jr - Debono: Dav. Jr |                    |                                                                                     |               |

### Dritte Show
Die dritte Live-Show fand am 26. Januar 2020 unter dem Motto Movie Spectacular (dt.: Filmisches Spektakel) statt. Der Teilnehmer mit den wenigsten Zuschauerstimmen schied direkt aus, während der vorletzte und drittletzte Platz in der Zuschauerabstimmung in ein Sing-Off mussten. Dort entschied dann die Jury, wer von ihnen aus der Show ausscheidet.
| Startnr.                                                                                 | Interpret          | Lied                                                                   | Ergebnis      |
| ---------------------------------------------------------------------------------------- | ------------------ | ---------------------------------------------------------------------- | ------------- |
| 1                                                                                        | Destiny Chukunyere | He Lives in You (Film: Der König der Löwen 2 – Simbas Königreich)      | Qualifiziert  |
| 2                                                                                        | Celine Agius       | What a Wonderful World (Film: Good Morning, Vietnam)                   | Letzten Drei  |
| 3                                                                                        | Yazmin & James     | You’re the One That I Want (Film: Grease)                              | Qualifiziert  |
| 4                                                                                        | Karl Schembri      | Nessun dorma (Film: Turandot (Puccini))                                | Ausgeschieden |
| 5                                                                                        | Bloodline          | Swan Song (Film: Alita: Battle Angel)                                  | Letzten Drei  |
| 6                                                                                        | Justine Shorfid    | I Will Always Love You (Film: Bodyguard)                               | Qualifiziert  |
| 7                                                                                        | Kyle Cutajar       | Kiss from a Rose (Film: Batman Forever)                                | Qualifiziert  |
| 8                                                                                        | F.A.I.T.H          | Man in the Mirror (Film: Man in the Mirror: The Michael Jackson Story) | Qualifiziert  |
| Sing-Off                                                                                 |                    |                                                                        |               |
| 1                                                                                        | Bloodline          | Lost on You (Originalinterpret: LP)                                    | Qualifiziert  |
| 2                                                                                        | Celine Agius       | I Put a Spell on You (Originalinterpret: Screamin’ Jay Hawkins)        | Ausgeschieden |
| Juryentscheidung                                                                         |                    |                                                                        |               |
| - Mercieca: Celine Agius - Alden: Bloodline - Losco: Celine Agius - Debono: Celine Agius |                    |                                                                        |               |

### Vierte Show
Die vierte Live-Show fand am 2. Februar 2020 unter den Mottos Big Band (dt.: Big Band) und Jukebox (dt.: Musikbox) statt. Insgesamt gab es in dieser Sendung zwei Runden, wo pro Runde der Teilnehmer mit den wenigsten Stimmen ausschied.
| Startnr.     | Interpret          | Lied                                                                         | Ergebnis      |
| Erste Runde  | Erste Runde        | Erste Runde                                                                  | Erste Runde   |
| ------------ | ------------------ | ---------------------------------------------------------------------------- | ------------- |
| 01           | Bloodline          | Diamonds Are Forever (Originalinterpret: John Barry)                         | Qualifiziert  |
| 02           | Kyle Cutajar       | Feeling Good (Originalinterpret: Cy Grant)                                   | Qualifiziert  |
| 03           | Destiny Chukunyere | And I Am Telling You I'm Not Going (Originalinterpret: Jennifer Holliday)    | Qualifiziert  |
| 04           | Yazmin & James     | Fever (Originalinterpret: Little Willie John)                                | Ausgeschieden |
| 05           | F.A.I.T.H          | Candyman (Originalinterpret: Christina Aguilera)                             | Qualifiziert  |
| 06           | Justine Shorfid    | (You Make Me Feel Like) A Natural Woman (Originalinterpret: Aretha Franklin) | Qualifiziert  |
| Zweite Runde |                    |                                                                              |               |
| 07           | Kyle Cutajar       | River (Originalinterpret: Bishop Briggs)                                     | Qualifiziert  |
| 08           | Justine Shorfid    | Spirit (Originalinterpret: Beyoncé)                                          | Qualifiziert  |
| 09           | Destiny Chukunyere | This Is Me (Originalinterpret: Keala Settle)                                 | Qualifiziert  |
| 10           | Bloodline          | Euphoria (Originalinterpret: Loreen)                                         | Ausgeschieden |
| 11           | F.A.I.T.H          | Runnin' (Lose It All) (Originalinterpret: Beyoncé und Arrow Benjamin)        | Qualifiziert  |

## Finale
Das Finale fand am 8. Februar 2020 im MFCC – Malta Fairs & Conventions Centre in Attard statt. Insgesamt vier Interpreten traten hier gegeneinander an. In der ersten Runde mussten die vier Finalisten je ein eigenes Lied vorstellen. In der zweiten Runde mussten die vier Finalisten dann ein Lied mit je einem Gastinterpret vorstellen. Nach diesen zwei Runden erreichten lediglich drei Interpreten die dritte Runde. Dort mussten die Teilnehmer dann ein Lied auf Maltesisch vortragen. Nach dieser Runde erreichten nur noch zwei Interpreten die finale vierte Runde. Dort stellten die beiden Teilnehmer dann ihr Lieblingscover aus der X Factor Malta 2020 Staffel vor. Am Ende siegte dann Destiny Chukunyere, während Justine Shorfid Platz 2 belegte. Somit erreichte Ira Losco als Mentoren der Girls Category Platz 2 und 1.
| Platz                            | Startnr.                   | Interpret                            | Lied                                                              | Ergebnis                   |
| Erste Runde - Eigenes Lied       | Erste Runde - Eigenes Lied | Erste Runde - Eigenes Lied           | Erste Runde - Eigenes Lied                                        | Erste Runde - Eigenes Lied |
| -------------------------------- | -------------------------- | ------------------------------------ | ----------------------------------------------------------------- | -------------------------- |
| –                                | 1                          | Destiny Chukunyere                   | Save the Hero                                                     | Qualifiziert               |
| –                                | 2                          | F.A.I.T.H                            | We Are F.A.I.T.H                                                  | Qualifiziert               |
| –                                | 3                          | Justine Shorfid                      | Bittersweet                                                       | Qualifiziert               |
| 4.                               | 4                          | Kyle Cutajar                         | Rise                                                              | Ausgeschieden              |
| Zweite Runde - Duett             |                            |                                      |                                                                   |                            |
| –                                | 5                          | Destiny Chukunyere (mit Amelia Lily) | River Deep – Mountain High (Originalinterpret: Ike & Tina Turner) | Qualifiziert               |
| –                                | 6                          | F.A.I.T.H (mit Owen Leuellen)        | Don't Start Now (Originalinterpret: Dua Lipa)                     | Qualifiziert               |
| –                                | 7                          | Justine Shorfid (mit Louisa Johnson) | Alone (Originalinterpret: I-Ten)                                  | Qualifiziert               |
| 4.                               | 8                          | Kyle Cutajar (mit Michela Pace)      | Shallow (Originalinterpret: Lady Gaga & Bradley Cooper)           | Ausgeschieden              |
| Dritte Runde - Maltesisches Lied |                            |                                      |                                                                   |                            |
| 3.                               | 9                          | F.A.I.T.H                            | Viva Malta                                                        | Ausgeschieden              |
| –                                | 10                         | Justine Shorfid                      | L-Aħħar Bidwi                                                     | Qualifiziert               |
| –                                | 11                         | Destiny Chukunyere                   | Fejn Staħbejtli                                                   | Qualifiziert               |
| Vierte Runde - Lieblingscover    |                            |                                      |                                                                   |                            |
| 2.                               | 12                         | Justine Shorfid                      | All I Want (Originalinterpret: Kodaline)                          | Zweiter Platz              |
| 1.                               | 13                         | Destiny Chukunyere                   | He Lives in You (Originalinterpret: Lebo M)                       | Erster Platz               |